# 1004 î.Hr.

## Evenimente

### Orientul Apropiat
- Saul, regele Israelului, a murit, împreună cu fiul său, Ionatan, după ce a pierdut lupta împotriva filistenilor de pe muntele Ghelboa.
- David a cucerit Ierusalimul și, după tradiția iudaică, a fost uns noul rege al Israelului.
- A fost fondată dinastia Bazi (dinastia VI) în Babilon.